# مهندس نرم‌افزار

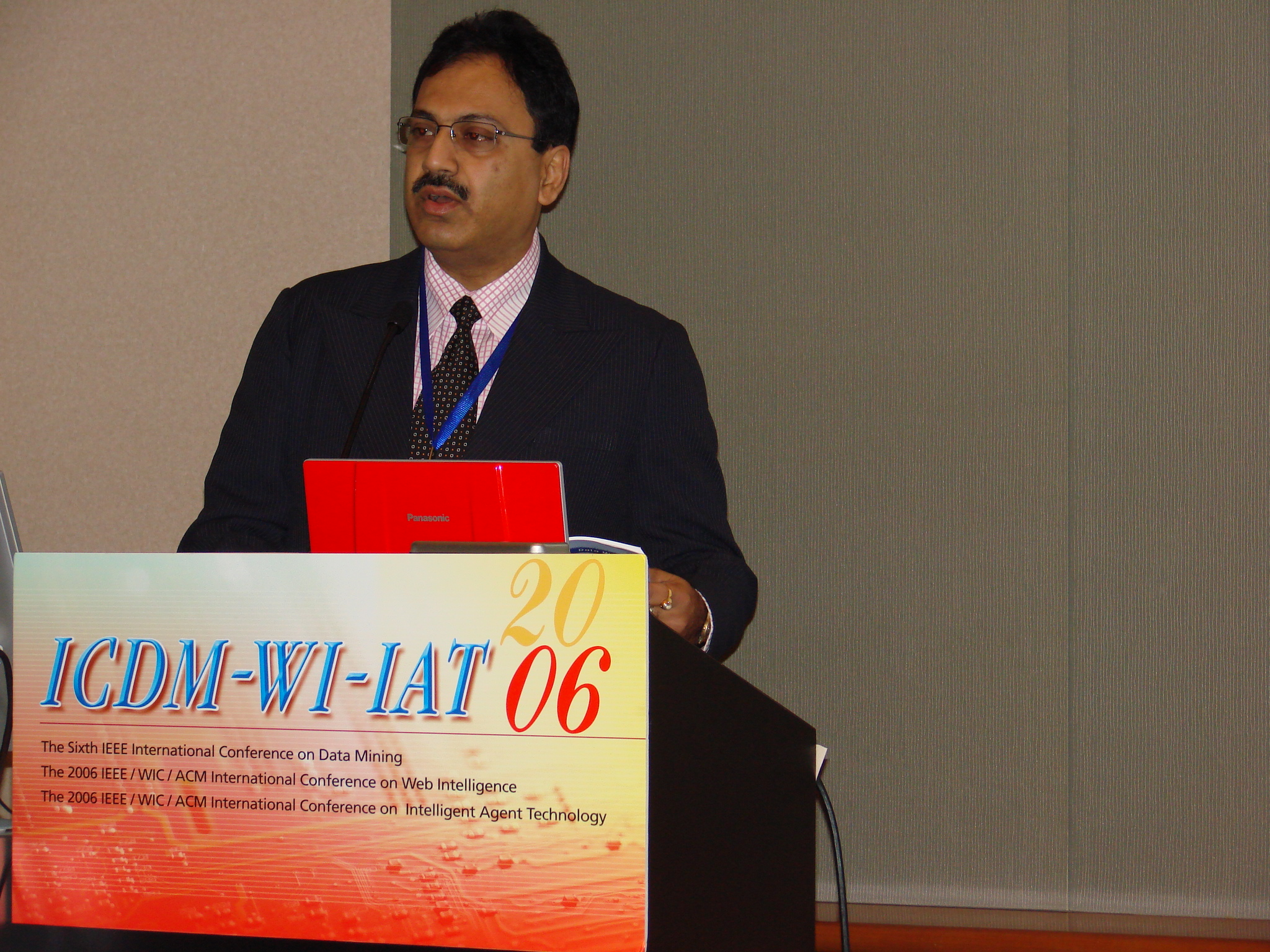
دکتر دباجیوتی موخوداه‌هایادر حال ارائه در کنفرانس بین‌المللی هنگ کنگ

یک مهندس نرم‌افزار کسی است که مشغول به مهندسی نرم‌افزار است. مهندسین نرم‌افزار اصول مهندسی طراحی، توسعه، نگه‌داری، آزمایش و ارزیابی نرم‌افزار و سامانه‌هایی که اجازه می‌دهند رایانه‌ها یا هر چیزی که شامل نرم‌افزار باشد کار کند را به کار می‌گیرند.

## پیوندها
آکادمی نرم‌افزار